# Kahlbach (Ruwer)
Der Kahlbach, auch Mühlscheider Bach, ist ein 2,1 km langer, orografisch linker Nebenfluss der Ruwer im rheinland-pfälzischem Landkreis Trier-Saarburg, Deutschland.

## Geographie
Der Bach entspringt etwa 1,4 km südöstlich von Kell am See auf einer Höhe von etwa 518 m ü. NN. Von hier aus fließt er vorrangig in nordwestliche Richtungen und mündet etwa 1,3 km südwestlich von Kell auf 440 m ü. NN in die Ruwer.
Der Kahlbach überwindet auf seinem 2,1 km langen Weg einen Höhenunterschied von 78 m, was einem mittleren Sohlgefälle von 37,1 ‰ entspricht. Dabei entwässert er ein 8,027 km² großes Einzugsgebiet über Ruwer, Mosel und Rhein zur Nordsee.
Ein Nebenfluss des Kahlbaches ist der Rothbach.
Die Mühlscheider Mühle und der Mühlscheider Hof liegen am Kahlbach, der auch als Mühlscheider Bach bezeichnet wird.